# Enrichetta Blondel
Enrichetta Blondel, coniugata Manzoni (Casirate, 11 luglio 1791 – Milano, 25 dicembre 1833), fu la prima moglie di Alessandro Manzoni, con cui ebbe dieci figli.

## Biografia

### L'infanzia e l'adolescenza
Enrichetta Blondel nacque l'11 luglio 1791 da Maria Mariton, una calvinista di origini francesi, e da François-Louis Blondel (1749-1812), un agnostico industriale svizzero – oriundo di Cully –, imparentato con dei banchieri ginevrini, emigrato in Italia nel 1771. La coppia, oltre a Enrichetta, ebbe altri sette figli. Blondel si stabilì prima a Bergamo e poi a Casirate, città dove nacque Enrichetta e dove fondò un'industria tessile e avviò il commercio della seta. Dai primi anni dell'Ottocento si stabilì a Milano in una casa acquistata dal conte Carlo Imbonati. Malgrado le credenze in materia di religione dei genitori, Enrichetta venne battezzata con rito cattolico nella parrocchiale di Casirate, con tutta probabilità perché non vi era alcun pastore calvinista nella cittadina bergamasca.

### Il matrimonio con Alessandro Manzoni

#### Il primo incontro

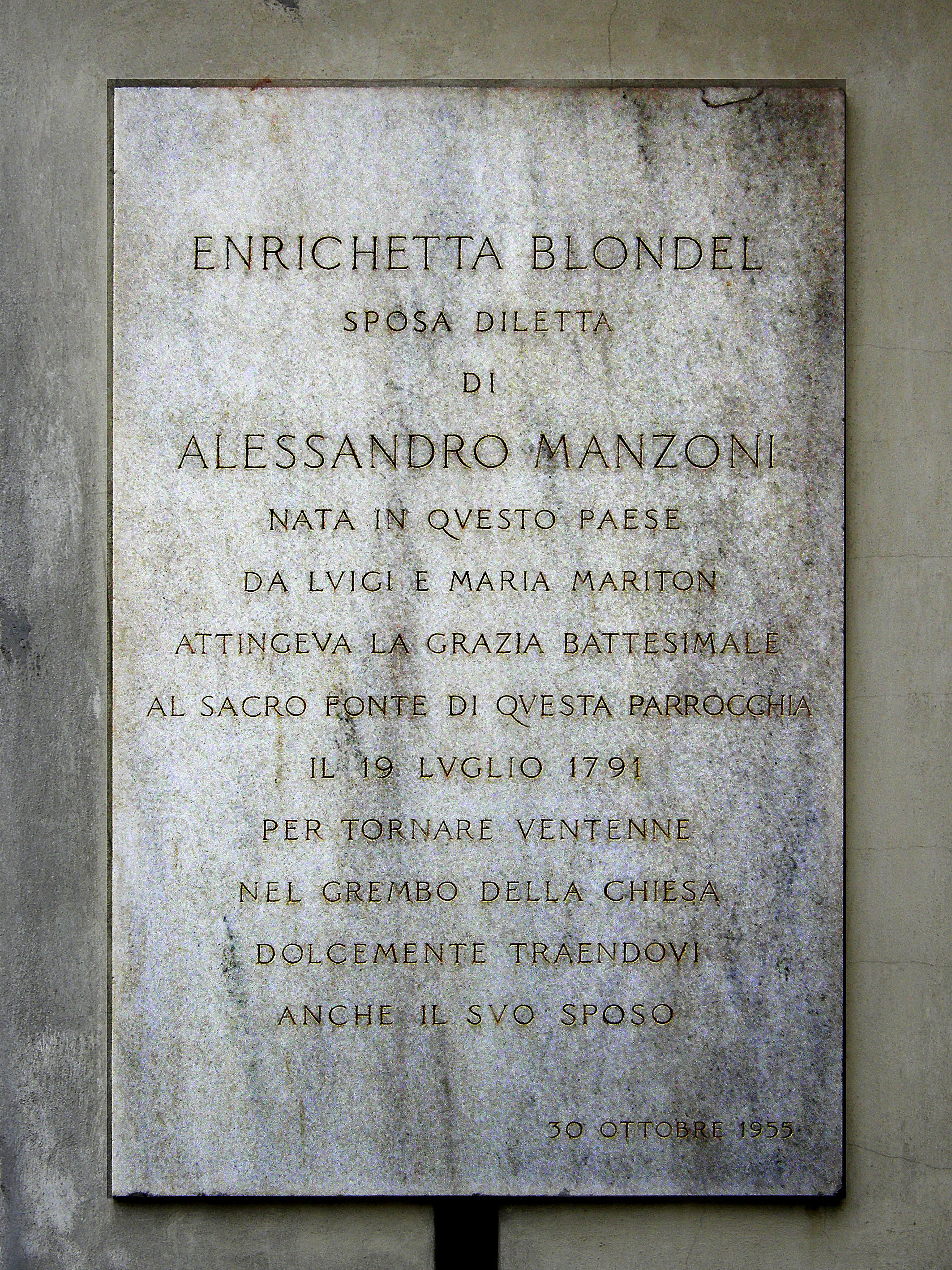
Lapide commemorativa posta nella chiesa parrocchiale di Casirate d'Adda, ove la Blondel fu battezzata con rito cattolico poco dopo la sua nascita

A Milano fece scarsi studi - la sua conoscenza del francese, la lingua di famiglia, era molto imperfetta - e vi conobbe nell'ottobre 1807 Alessandro Manzoni, figlio di Giulia Beccaria, la quale, amante in passato di Carlo Imbonati, aveva avuto occasione di frequentare i Blondel. La madre di Manzoni, che viveva a Parigi da molti anni ed era stata raggiunta da Alessandro nella capitale francese nel 1805, era da tempo assillata dal pensiero di trovare una moglie al figlio, e, dopo due tentativi senza successo (il secondo dei quali effettuato con la figlia del celebre filosofo francese Claude Destutt de Tracy, Mademoiselle Augustine Emilie Victoire), riuscì nel proprio intento. Alessandro rimarrà subito colpito dall'intelligenza e dalla sensibilità della sedicenne, «donna di soavità incomparabile».
I primi contatti con la famiglia Blondel furono stabiliti attraverso la conoscenza di Charlotte Blondel, una parente che viveva a Parigi. Il carteggio manzoniano dell'epoca sembra confermare che quando Alessandro e la madre raggiunsero l'Italia, nell'ottobre 1807, il progetto di matrimonio era già stato avviato, e costituiva con ogni probabilità il motivo principale del viaggio: «J'ai vu cette jeune personne, dont je vous ai parlé, à Milan» (Ho incontrato a Milano la giovane donna di cui vi ho parlato), rivelava infatti a Fauriel. Nella medesima lettera Manzoni si lasciava andare a un primo giudizio sulla promessa sposa, lodandone la gentilezza, la dolcezza e il buon cuore, sottolineando inoltre come anche la madre ne avesse avuto un'ottima impressione. Aggiunse due considerazioni singolari, sostenendo che la ragazza presentava due vantaggi ai suoi occhi: non essere nobile ed essere protestante. L'influenza pariniana e un'indole orientata verso la spiritualità emergono quindi già chiaramente, e tracciano la linea di continuità tra il giovane Manzoni e lo scrittore cattolico Parini.

#### Il matrimonio calvinista

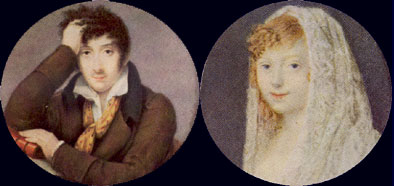
Miniatura dei due sposi, eseguita nel giorno delle nozze del 1808

Sempre dal carteggio con il Fauriel veniamo a sapere che il matrimonio era ormai sicuro (missiva del 1º gennaio 1808) e che la sedicenne aveva conquistato sempre più il cuore del Signor Rossi (27 gennaio), dotata di
(Gallavresi-Sforza, p. 131)
I due giovani si sposarono a Milano il 6 febbraio 1808 in Municipio e, subito dopo, con rito calvinista (ufficiato da Johann Caspar Orelli di Bergamo) in via del Marino, a casa dei Blondel. A Parigi, dove si erano recati in giugno, il 23 dicembre nacque la prima figlia Giulia Claudia: la bambina fu battezzata secondo il rito cattolico per volontà del padre otto mesi più tardi, il 23 agosto, nella chiesa giansenista di Meulan.

### L'abiura del calvinismo (1809-1810)

#### Il matrimonio cattolico
A seguito della richiesta del Manzoni, il 18 novembre 1809 papa Pio VII autorizzò la celebrazione del matrimonio cattolico, che verrà poi celebrato da padre Costaz il 15 febbraio 1810 nella casa dell'ambasciatore del Regno d'Italia in Francia, Ferdinando Marescalchi.

#### Il percorso di conversione al cattolicesimo

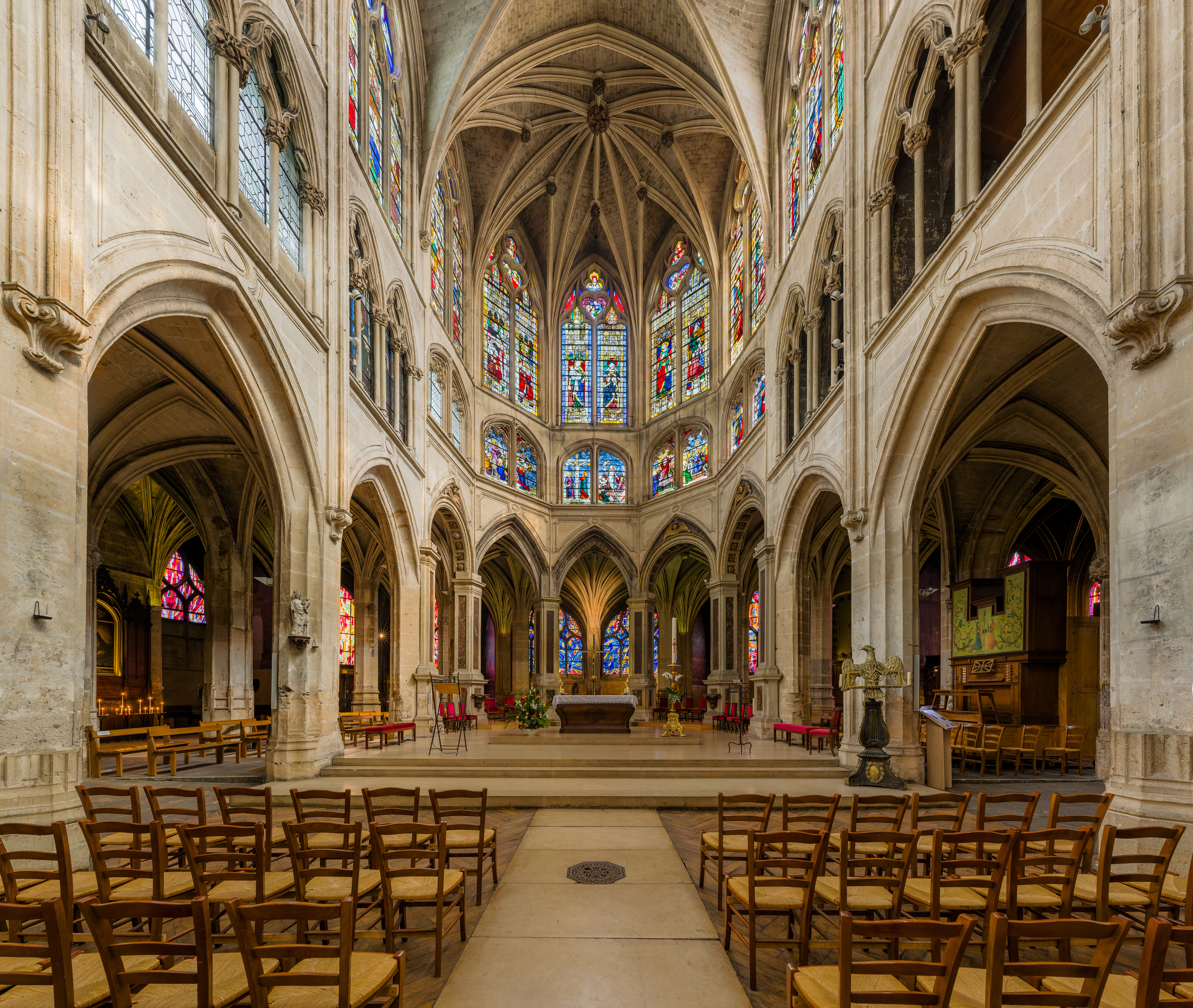
Veduta dell'abside e del presbiterio della chiesa di Saint-Séverin di Parigi, dove Enrichetta abiurò il calvinismo per il cattolicesimo.

Il 9 aprile l'abate giansenista Eustachio Degola, conosciuto dai Manzoni nell'autunno precedente, cominciò una serie di incontri con la Blondel, che fu notevolmente influenzata dalle sue lezioni e decise di convertirsi al cattolicesimo. Il 3 maggio Degola raccolse l'atto di abiura della donna, dopo aver ottenuto la delega da Monsignor Jalabert, vicario generale dell'arcidiocesi parigina. La Blondel entrava ufficialmente a far parte della comunità cattolica dopo aver pronunciata formale abiura del calvinismo nella chiesa parigina di Saint-Séverin il 22 maggio, in una solenne celebrazione presieduta dai vescovi André Costant e Claude Debertier, alla presenza di circa venti testimoni, tra cui il marito, la suocera e alcuni amici dell'entourage giansenista frequentato dai Manzoni nell'ultimo anno, tra cui il magistrato Louis Agier e Anne Geymüller, una vedova di Basilea passata dal calvinismo al cattolicesimo nel 1805.
Il cattolicesimo della Blondel fu, sia per la sua stessa formazione protestante che per l'influsso del Degola, permeato fortemente di giansenismo. Al Degola, prima di tornare in Italia, chiese la redazione di un testo che le indicasse le norme cui conformare la propria vita spirituale. L'abate scrisse per lei un decalogo, e le regalò anche il Réglement à une néophite, compilato cinque anni prima per la Geymüller.

#### Le reazioni all'abiura
L'abiura provocò una dura reazione da parte della madre di Enrichetta, che arrivò a definire la figlia "ingrata e spergiura" e la scacciò dalla famiglia. Enrichetta soffrì moltissimo, dato che era molto legata a tutti i suoi e ne sentiva la mancanza: solo la mediazione del fratello Carlo, impietosito dal suo dolore, fece sì che la madre ammorbidisse la sua posizione ed Enrichetta fosse riammessa nella famiglia d'origine.
La conversione di Enrichetta influì molto, d'altro canto, nella decisione di Manzoni di riavvicinarsi alla fede. La Blondel è una protagonista dell'episodio forse leggendario del "Miracolo di San Rocco". La versione più diffusa racconta che durante i festeggiamenti per le nozze fra Napoleone e Maria Luisa d'Austria (2 aprile 1810), i coniugi Manzoni furono divisi a Parigi dalla folla festante. Alessandro, angosciatissimo perché non trovava più la sposa, fu colto da un violento attacco di panico, primo segno dell'agorafobia che lo tormenterà dal 1815 alla morte, e si rifugiò nella chiesa di San Rocco ove ebbe, secondo la leggenda, l'illuminazione a convertirsi: poi, uscito dalla chiesa, si imbatté subito proprio nella giovane moglie.

### Il ritorno in Italia

#### Moglie di Alessandro Manzoni
(Ginzburg, p. 40)
Enrichetta e la sua famiglia, non appena rientrarono in Italia nel giugno del 1810, condussero una vita incentrata sul focolare domestico e fatta di continue gravidanze e di molte malattie: particolarmente gravi quelle avute nel 1821 dopo la nascita della figlia Clara e nel 1830, dopo la nascita dell'ultimogenita Matilde. A Milano visse con il marito, la suocera e i figli, prima in via San Vito al Carobbio, poi nel palazzo Beccaria di via Brera e infine, dal 1813, nell'abitazione di via Morone. Alla vita cittadina, i Manzoni univano frequenti soggiorni presso la villa di Brusuglio, passata a Giulia Beccaria quando il suo proprietario Carlo Imbonati la lasciò in eredità alla compagna (1805). Nonostante la descrizione della Ginzburg possa dare una diversa impressione, Enrichetta non fu mai una donna spenta e ininfluente: fu, anzi, il centro e il motore della famiglia, adorata da Alessandro ed anche dalla suocera, la pur esigente Giulia Beccaria, che la considerava una vera figlia. Luigi Tosi, il padre spirituale di Manzoni, la definì «angelo di ingenuità e di semplicità».

#### I Manzoni e Luigi Tosi

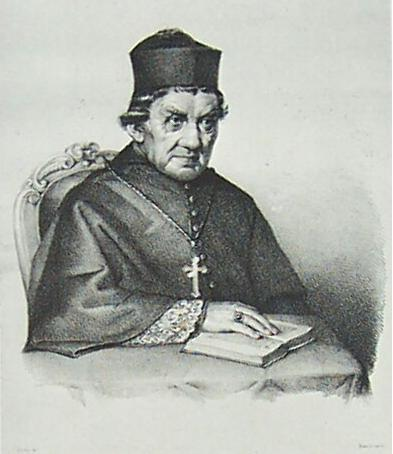
Luigi Tosi

Nel 1810, subito dopo il ritorno in Italia, Enrichetta e il marito si prepararono a ricevere i sacramenti sotto la guida del Tosi. In agosto la giovane donna si confessò, e, dopo la cresima, si accostò all'eucaristia. Le notizie sulla sua vita, dedicata alla famiglia e in particolare ai figli, si evincono dai vari carteggi di quegli anni. Con Luigi Tosi, che sarà in seguito vescovo di Pavia, ebbe un rapporto profondo e positivo. La sua visione meno rigida del giansenismo e della vita cristiana permisero alla Blondel di trovare in Tosi un gradito successore del Degola, capace anzi di renderla più tranquilla, come si evince da questo passo inviato al Tosi:
(Gallavresi-Sforza, p. 227)

#### Tra malattie e numerose gravidanze

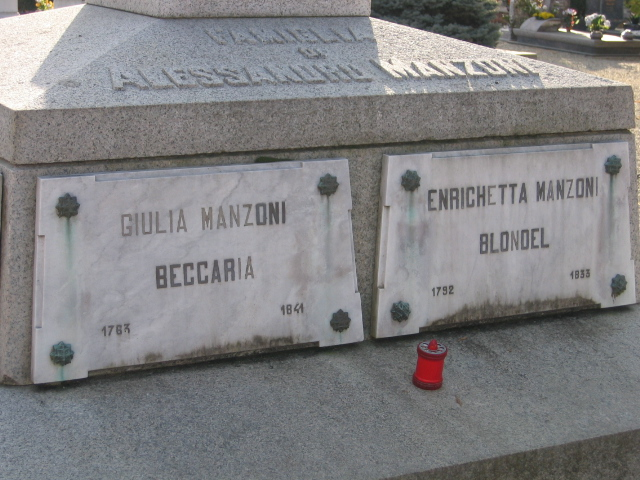
Le tombe di Giulia Beccaria e di Enrichetta Blondel nel cimitero di Brusuglio, frazione di Cormano (Milano).

Le frequenti gravidanze (ben 10) minarono ogni anno di più il fragile fisico di Enrichetta. Le già citate crisi del 1821 e del 1830 segnarono i picchi di una sofferenza continua che già nel 1826 la convinse a redigere il proprio testamento (poi ritoccato il 3 luglio 1832) qualche settimana prima del penultimo parto, quello da cui nacque Filippo. La Blondel sopravvisse, ma, stremata, dovette rinunciare a nutrire il bambino, e negli anni successivi andò incontro anche a un grave peggioramento della vista.
A poco giovarono il soggiorno genovese del 1831, per beneficiare del clima marino, o le frequenti tappe nella pace del castello di Azeglio. Neanche la tranquillità di Brusuglio, dove passava molti mesi dell'anno, riuscì ad alleviare i problemi di salute. Gli anni tra il 1831 e il 1833 ci hanno lasciato il carteggio con la figlia Vittoria, affidata al Monastero delle Grazie di Lodi. Le parole di tenerezza per la bambina e di abbandono alla volontà di Dio sono la nota dominante di queste lettere, che si interrompono il 24 giugno 1833, quando Enrichetta inviò l'ultima missiva da Gessate.

#### La morte e ilNatale 1833
Divenuta quasi cieca, sfiancata dalla tisi e dalle molte gravidanze, la Blondel morì il 25 dicembre 1833. Per tre giorni la salma fu visitata e vegliata dalle persone care, oltre che da una folla numerosa che si recò a rivolgerle l'ultimo saluto, e le esequie ebbero luogo il 27 dicembre nella chiesa di San Fedele. A Giulia Beccaria toccò informare la piccola Vittoria, ancora a Lodi, ed è grazie alla sua missiva del 31 dicembre se disponiamo di un resoconto degli ultimi momenti di Enrichetta, che «passò il giorno fino a sera in una dolce agonia, sempre pregando, presente a sé stessa».
Lo strazio di Alessandro Manzoni fu tale che non riuscì mai a completare l'ode che aveva iniziato a scrivere per la morte della moglie, intitolata Il Natale del 1833, ode che infatti ci è giunta solo in frammenti carichi di dolore e angoscia.

## Discendenza
Dal matrimonio con Alessandro Manzoni Enrichetta ebbe, come ricordato prima, 10 figli. Le frequenti gravidanze resero sempre più fragile la già debole costituzione di Enrichetta e portarono, nell'ordine, alla nascita di:
- Giulia Claudia (23 dicembre 1808 - 20 settembre 1834)
- Luigia Maria Vittoria (nata e morta il 5 settembre 1811)
- Pietro Luigi (21 luglio 1813 - 28 aprile 1873)
- Cristina (23 luglio 1815 - 27 maggio 1841)
- Sofia (12 novembre 1817 - 31 marzo 1845)
- Enrico (7 giugno 1819 - 28 ottobre 1881)
- Clara (12 agosto 1821 - 1º agosto 1823)
- Vittoria (17 settembre 1822 - 15 gennaio 1892)
- Filippo (18 marzo 1826 - 8 febbraio 1868)
- Matilde (30 maggio 1830 - 30 marzo 1856)

### Scritti
- Enrichetta Manzoni Blondel, «Par piéces et morceaux». Lettere 1809-1833, Milano, Casa del Manzoni 2006 ISBN 88-87924-86-4